# Lightweight Multi Purpose Experiment Support Structure Carrier

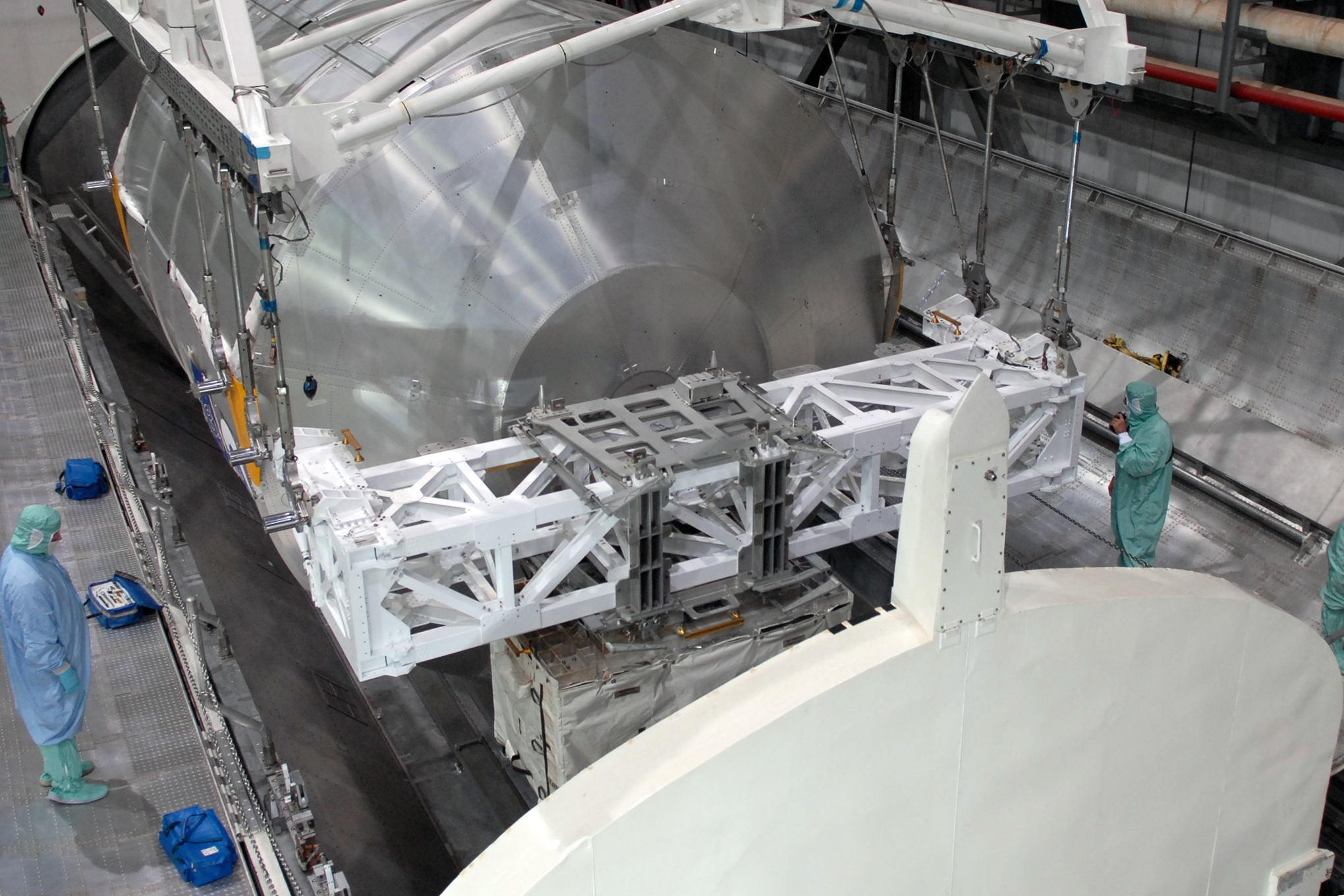
Das MPLM Leonardo und der LMC mit leerem Stickstofftank der ISS nach STS-126.

Der Lightweight Multi-Purpose Experiment Support Structure Carrier (LMC) war eine Plattform, die bei Bedarf im Frachtraum des Space Shuttles montiert werden konnte. Sie diente als Träger für Experimente oder Nutzlasten.
Diese innerhalb eines Jahres von Ingenieuren des Marshall Space Flight Centers entwickelte Konstruktion, nutzte den verbleibenden Platz im Laderaum des Orbiters hinter dem MPLM-Logistikmodul. Auf diese Weise konnten zusätzlich wissenschaftliche Experimente sehr günstig mit ins All genommen, oder Ersatzteile zur Internationalen Raumstation gebracht werden.
Der LMC wurde erstmals auf der Mission STS-108 eingesetzt.